# Papilio zalmoxis
Papilio zalmoxis is een vlinder uit de familie van de pages (Papilionidae). De wetenschappelijke naam van de soort is voor het eerst geldig gepubliceerd in 1864 door William Chapman Hewitson.

## Kenmerken
De vleugels hebben een helderblauwe bovenkant, terwijl de onderkant lichtgrijs is. Het lichaam is heldergeel. De spanwijdte van het vrouwtje is 15 cm, die van het mannetje liefst 17 cm.

## Verspreiding en leefgebied
Deze vlindersoort komt voor in de tropische bossen van Liberia, Ivoorkust, Ghana, Kameroen, Nigeria, Gabon, Congo-Brazzaville en Congo-Kinshasa.